# 반응 중간체
반응 중간체(反應中間體, 영어: reaction intermediate)은 화학에서 짧은 시간에 강한 에너지를 내고, 상당히 반응적인 분자를 말한다. 중간체(中間體, 영어: intermediate), 중간생성물(中間生成物), 반응 중간생성물(反應中間生成物)이라고도 한다.  화학적인 반응에 의해 생성되어 짧은 시간에 좀 더 안정성 있는 분자로 전환한다. 특수한 상황에서는 단리되거나 축적되기도 한다. 반응물 또는 반응체와는 다르고, 독립적으로 만들어질 수 없으며, 직접 그 과정을 관찰할 수 없다.
반응 중간체는 화학적인 반응이 어떻게 일어나는지 설명하는 데 도움을 준다. 대부분의 화학적 반응은 한 가지 이상의 기초 단계를 거치게 되는데, 반응 중간체는 그 중간 단계의 하나로 유일하게 존재하는 불완전한 생성물이다. 이러한 과정의 연속이 화학적 반응 과정이다. 예를 들자면 다음과 같다.
{\displaystyle O_{3}}+{\displaystyle O} → {\displaystyle 2O_{2}}
여기서 나누어지는 단계를 거치면
{\displaystyle Cl}+{\displaystyle O_{3}} → {\displaystyle ClO} + {\displaystyle O_{2}}
{\displaystyle ClO}+{\displaystyle O} → {\displaystyle Cl}+{\displaystyle O_{2}}
위에서 {\displaystyle ClO}가 반응 중간체이다.(이 반응은, 실제로 지구 오존층에서 일어나는 반응으로, Cl은 촉매로써 작용한다.)
화학반응속도론에서는 종종, 정류 상태 근사법이라는 법칙을 도입하여, 여러 메커니즘을 기술하는데, 이 정류 상태 근사법의 기본 개념은 평형 상태에서 중간체의 농도가 일정하다는 것이다.
반응 중간체는 쿠멘 프로세스의 쿠멘처럼 매우 안정한 분자도 포함한다.

## 같이 보기
- 반응성 중간체
- 전이 상태
- 활성화 착물